# Nicholas Barbon
Nicholas If-Jesus-Christ-Had-Not-Died-For-Thee-Thou-Hadst-Been-Damned Barbon (c. 1640 — c. 1698), (em português: Nicolas Se-Jesus-Cristo-Não-tivesse-Morrido-Por-Ti-Tu-Tinhas-Sido-Amaldiçoado Barbon) geralmente escrito somente Nicholas Barbon, foi um médico, economista e especulador financeiro britânico. É listado entre os críticos do mercantilismo, e foi um dos primeiros proponentes do mercado livre. Na esteira do Grande Incêndio de Londres, ajudou a implantar os primeiros sistemas de seguro contra fogo, exercendo papel fundamental nos trabalhos de reconstrução da cidade — embora seus prédios tenham sido planejados e erigidos em primeiro lugar com vistas em seu próprio ganho financeiro. Seu sobrenome fora do comum (algo como "Se Jesus Cristo não tivesse morrido por ti tu estarias condenado"), dado a ele por seu pai, Praise-God Barebone, veementemente puritano, é um exemplo dos "nomes-slogan" religiosos adotados por famílias puritanas na Inglaterra do século XVII.

## Teoria econômica
Durante a última parte de sua vida, Nicholas Barbon escreveu extensivamente sobre teoria econômica. Seus panfletos e livros sobre economia política são considerados importantes por causa de suas visões inovadoras sobre dinheiro, comércio (especialmente livre comércio) e oferta e demanda . Suas obras, especialmente A Discourse of Trade (escrito em 1690), influenciaram e atraíram elogios de economistas do século XX, como John Maynard Keynes (em The General Theory of Employment, Interest and Money) e Joseph Schumpeter. Karl Marx cita seu trabalho, notavelmente A Discourse on Coining the New Money Lighter (1696) em O capital. Ele foi um dos vários teóricos econômicos, sociais e políticos do final do século XVII com formação médica; contemporâneos incluíam Benjamin Worsley, Hugh Chamberlen, William Petty e John Locke.
Seus primeiros escritos procuraram explicar e anunciar seus esquemas de seguro e hipoteca e seus empreendimentos imobiliários; por exemplo, em sua Apologia para o Construtor: ou um Discurso mostrando a Causa e os Efeitos do Aumento da Construção de 1685 - escrito após sua briga com os advogados de Gray's Inn - Barbon justificou (anonimamente) sua política de construção expansionista por descrevendo os benefícios que traria a Londres e à Grã-Bretanha como um todo. Seu A Discourse of Trade , escrito cinco anos depois, foi muito mais significativo, no entanto. Como uma explicação ampla de suas visões econômicas e políticas, reunia todas as suas ideias e se tornou a base de sua reputação como teórico econômico.
Barbon observou o poder da moda e dos bens de luxo para aumentar o comércio. A moda exigia a substituição dos bens antes que se desgastassem; ele acreditava que isso direcionava as pessoas para a compra contínua de bens, o que, portanto, criava uma demanda constante. Essas opiniões eram contrárias aos valores morais padrão da época, influenciados pelo governo e pela igreja . Ele foi um dos primeiros escritores a fazer essa distinção entre os aspectos morais e econômicos das compras.

## Obras publicadas

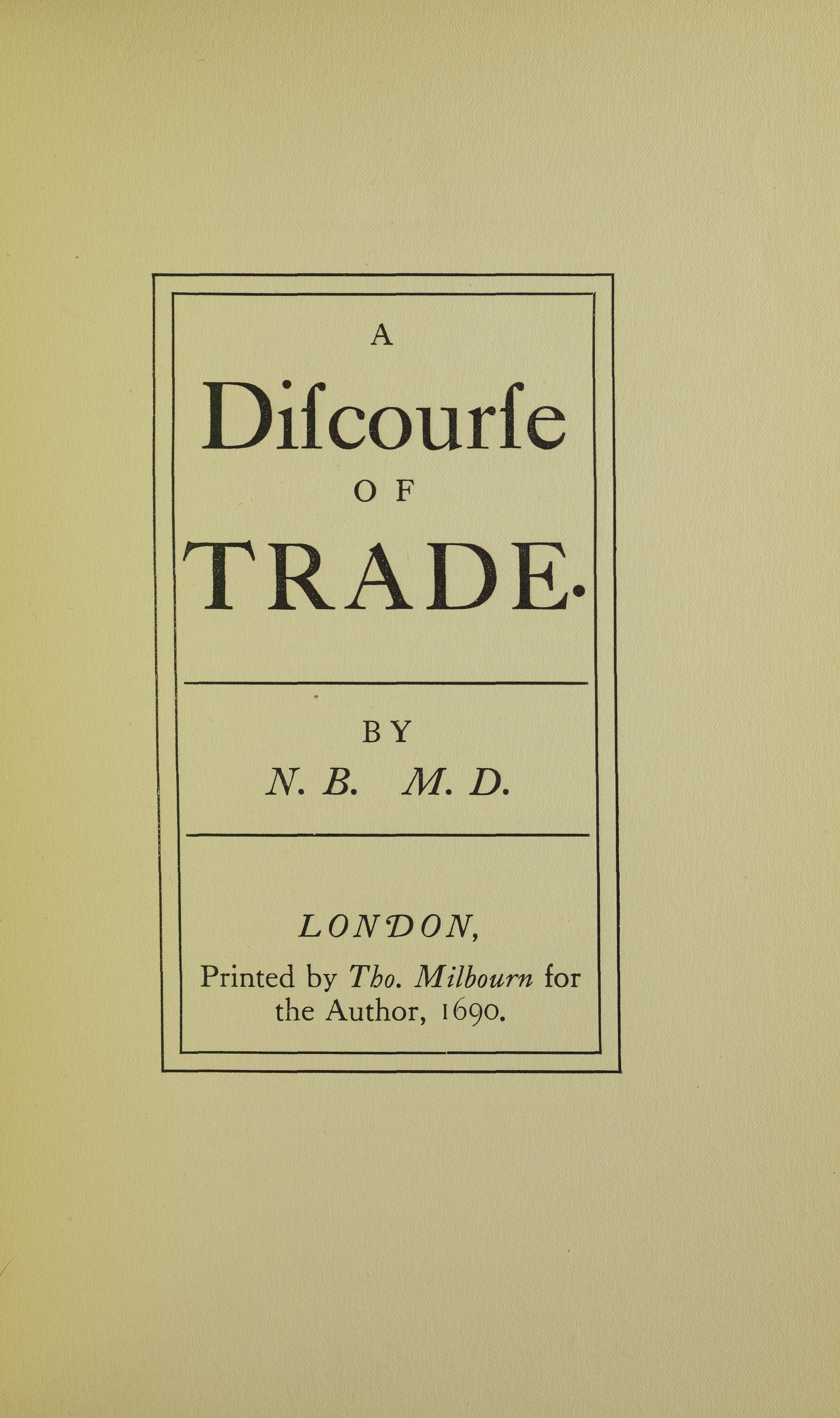
Discourse of trade, 1905

- Apology for the Builder; or a Discourse showing the Cause and Effects of the Increase of Building (1685)
- A Discourse of Trade (1690)
- A Discourse Concerning Coining the New Money Lighter (1696)